# 马库里亚
马库里亚（法語：Macouria，法語發音：[makuʁja]）是法国海外省法属圭亚那的一个市镇，属于卡宴区。由于该市镇行政中心设于托纳特（Tonate）镇，所以非正式场合中又称作马库里亚-托纳特（Macouria-Tonate）。

## 地理
马库里亚（5°0'49"N, 52°28'26"W）面积377.5 平方千米平方千米，位于法国海外省法属圭亚那。
与马库里亚接壤的市镇（或旧市镇、城区）包括：卡宴、库鲁、马图里、蒙西内里-托内格朗德。
马库里亚的时区为UTC−03:00。

## 行政
马库里亚的邮政编码为97355，INSEE市镇编码为97305。

## 政治
马库里亚的现任市长为吉勒·阿德尔松（Gilles Adelson）先生，任期为2020-2026年。

## 人口

1962-2008年间马库里亚人口变化图示

马库里亚于2022年1月1日时的人口数量为18807人。